# Baltische Beker 2014
De Baltische Beker 2014 was de 25ste editie van de Baltische Beker. Het toernooi werd gehouden van 29 tot 31 mei 2014 in Ventspils en Liepāja, Letland. Letland was de titelverdediger en prolongeerde de titel. Estland, Finland en Litouwen deden ook mee aan het toernooi.

## Overzicht
|  | halve finale | halve finale |   |         | finale       | finale |
|  |              |              |   |         |              |        |
|  |              |              |   |         |              |        |
|  | Finland      | 0            |   |         |              |        |
|  | Litouwen     | 1            |   |         |              |        |
|  |              |              |   |         |              |        |
|  |              |              |   |         |              |        |
|  |              |              |   |         | Letland      | 1      |
|  |              | Litouwen     | 0 |         |              |        |
|  |              |              |   |         |              |        |
|  |              |              |   |         | derde plaats |        |
|  |              |              |   |         |              |        |
|  | Letland      | 0 (4)        |   | Finland | 2            |        |
|  | Estland      | 0 (2)        |   |         | Estland      | 0      |

## Halve finales
|             |         |               |          |                                                                                            |
| 29 mei 2014 | Finland | 0 – 1         | Litouwen | Olimpiskaisstadion, Ventspils Toeschouwers: 631 Scheidsrechter: Vadims Direktorenko ( LAT) |
| 29 mei 2014 |         | 42' Novikovas |          | Olimpiskaisstadion, Ventspils Toeschouwers: 631 Scheidsrechter: Vadims Direktorenko ( LAT) |

|             |                                   |       |                              |                                                                                   |
| 29 mei 2014 | Letland                           | 0 – 0 | Estland                      | Daugavastadion, Liepāja Toeschouwers: 2.115 Scheidsrechter: Sergejus Slyva ( LTU) |
| 29 mei 2014 |                                   |       |                              | Daugavastadion, Liepāja Toeschouwers: 2.115 Scheidsrechter: Sergejus Slyva ( LTU) |
| 29 mei 2014 | Strafschoppen                     |       |                              | Daugavastadion, Liepāja Toeschouwers: 2.115 Scheidsrechter: Sergejus Slyva ( LTU) |
| 29 mei 2014 | Zjuzins Laizāns Fertovs Višņakovs | 4 – 2 | Vassiljev Vunk Kallaste Mets | Daugavastadion, Liepāja Toeschouwers: 2.115 Scheidsrechter: Sergejus Slyva ( LTU) |

## Troostfinale
|             |                       |       |         |                                                                                              |
| 31 mei 2014 | Finland               | 2 – 0 | Estland | Olimpiskaisstadion, Ventspils Toeschouwers: 830 Scheidsrechter: Aleksandrs Anufrijevs ( LAT) |
| 31 mei 2014 | Hetemaj 49' Moren 88' |       |         | Olimpiskaisstadion, Ventspils Toeschouwers: 830 Scheidsrechter: Aleksandrs Anufrijevs ( LAT) |

## Finale
|             |             |       |          |                                                                                  |
| 31 mei 2014 | Letland     | 1 – 0 | Litouwen | Daugavastadion, Liepāja Toeschouwers: 2.317 Scheidsrechter: Kristo Tohver ( EST) |
| 31 mei 2014 | Bulvitis 6' |       |          | Daugavastadion, Liepāja Toeschouwers: 2.317 Scheidsrechter: Kristo Tohver ( EST) |

| Kampioen 2014      |
| ------------------ |
| Letland 12de titel |